# Lorenzo Alocén
Lorenzo Alocén Castan (Zaragoza, 4 de noviembre de 1937-Barcelona, 18 de enero de 2022) fue un baloncestista español. Con 1.94 de estatura, jugaba en la posición de Pívot.

## Biografía
Empieza su carrera deportiva en el histórico Centro Natación Helios donde juega una temporada hasta que ficha por la sección de baloncesto del Real Zaragoza, jugando en la máxima categoría nacional durante una temporada. Para la temporada 1961-1962 juega en el Real Madrid, durante su primera temporada en el equipo madrileño, Alocén es protagonista de una de las jugadas más famosas de la historia del baloncesto, una autocanasta suya contra el Pallacanestro Varese, a petición de Pedro Ferrándiz, esta canasta rompía la igualdad en el partido, ya que estaba abocado a la prórroga, y el Madrid tenía jugadores cargados de faltas personales y con problemas físicos. Este histórico partido que obligó a cambiar el Reglamento del baloncesto, se celebró el 18 de enero de 1962 y el resultado final fue Varese, 82; Real Madrid, 80. El partido de vuelta, jugado en el Frontón Fiesta Alegre, se remontó y el Madrid jugó la final de la Copa de Europa. Juega una temporada más en Madrid, y vuelve a su tierra, donde llega a ser el máximo anotador de la competición la temporada 1964-1965. Las últimas siete temporadas del zaragozano transcurrirían en Cataluña, jugando en dos equipos que acabaron por desaparecer de la alta competición, el Picadero Jockey Club y el Círcol Catòlic de Badalona
Falleció el 18 de enero de 2022 a los 84 años de edad.

## Internacionalidades
Fue internacional con España en 69 ocasiones, participando en los siguientes eventos:
- Eurobasket 1961: 13 posición.
- Juegos Olímpicos 1968: 7 posición.
- Eurobasket 1969: 5 posición.

## Palmarés
- 2 Ligas: temporadas   1961/62 y 1962/63, con el Real Madrid.
- 2 Copas de España: temporadas 1961/62, con el Real Madrid, y 1967/1968 con el Picadero Jockey.
- Máximo anotador de la temporada 1964-65.